# République socialiste soviétique autonome oudmourte
1934–1990
Entités précédentes :
- Oblast autonome oudmourte (RSFSR)

Entités suivantes :
- République d'Oudmourtie (fédération de Russie)

La République socialiste soviétique autonome oudmourte fut l'une des républiques socialistes soviétiques autonomes créée au sein de la république socialiste fédérative soviétique de Russie en 1934. 
Lorsque l'Union soviétique s'est désintégrée, la RSSA oudmourte est devenue la république d’Oudmourtie, sujet de la fédération de Russie.